# ルイス・カムフォート・ティファニー

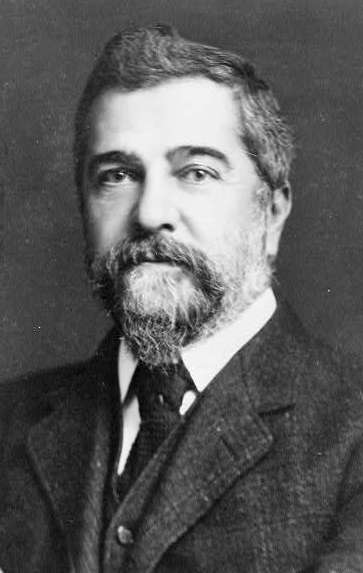
ルイス・カムフォート・ティファニー

ルイス・カムフォート・ティファニー（Louis Comfort Tiffany、1848年2月18日-1933年1月17日）は、アメリカの金細工師、宝飾デザイナー、ガラス工芸家、アート・ディレクター。アメリカにおけるアール・ヌーヴォーの第一人者として知られ、主にステンドグラスやモザイク加工のガラスランプの製作などにおける芸術家として名を馳せている。
ティファニー社創業者、チャールズ・ルイス・ティファニーの息子。

## 経歴

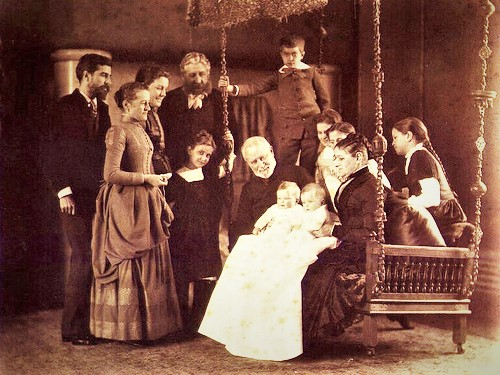
カムフォート・ティファニー（左端）と彼の家族。中央で赤ん坊の傍にいるのがチャールズ・ルイス・ティファニー（1888年）

- 1848年 ティファニー社の経営者であるチャールズ・L・ティファニーの息子として生まれる。
イーグルスウッド・ミリタリー・アカデミー（陸軍士官学校）を出た後、家業である宝飾店への経営参加を拒み画家となるためにニューヨークのジョージ・イネスやサミュエル・コールマンに師事。後にパリに遊学しレオン・バリーにも師事を受ける。
- 1872年 最初の妻であるメアリ・W・コダードと結婚。
- 1875年 ガラスの製造・工芸に惹かれ、1878年までブルックリンのガラス製造所にて働く。
- 1879年 父の事業との連携・支援の下でサミュエル・コールマン、ロックウッド・D・フォレストと共に最初のガラス製造所を立ち上げ。
- 1884年 メアリ、死去。
- 1885年 よりガラス工芸に打ち込みたい思いから最初のガラス製造所を解体させ、共営に因らない自分のガラス工芸スタジオである『ティファニー・スタジオ』をニューヨークに立ち上げる。
- 1886年 ルイーズ・ノックスと結婚。
- 1893年 新工房『ティファニー・グラス』をコロナ、クイーンズ、ニューヨークに立ち上げ。
- 1900年 パリ万国博覧会にて『ティファニー・スタジオ』作品を出展。ニューヨーク・アール・ヌーヴォーの第一人者として、本家ティファニー社作品を凌ぐ評判と名声を得る。
- 1902年 父、チャールズ死去。ティファニー本社のアーティスト・ディレクター部門顧問に就任。
- 1904年 ルイーズ、死去。自らの家屋芸術の粋を極めた84部屋の邸宅『ローレルトン・ホール』を製作し、その中に自らの最高傑作を納めた『エー・コレクション（A-Call. ）』を収める。
- 1918年 ティファニー本社の顧問職を辞す。
- 1928年 『ティファニー・スタジオ』倒産。
- 1933年 ルイス・C.ティファニー、ニューヨークにて死去。『ティファニー・スタジオ』閉鎖。
- 1957年 ローレルトン・ホール火災消失。

## ティファニーの芸術
ルイス・C.ティファニーの芸術の特徴は、乳白色ガラスを基盤とした多様な色を用いたテクスチャーやモザイク効果の効果的な多様的運用にある。
アール・ヌーヴォー様式に共通する写実的な自然賛歌を交えた画風も非常に評価が高い。
ステンドグラスの製法においては、それまで主流とされてきたエナメル塗料を直に塗りつける方法を抑え、色彩ガラスを利用した手法になっている。これは17世紀頃に失われた技法をティファニーが再現したもの。

### ティファニー芸術の十二領域
ルイスの芸術領域は幅広く、現在ではその研究にあたり12の領域に分割されている。
- 絵画
- 家具
- ブロンズ
- 窓（ステンドグラス）
- 銀製品
- ファンシーグッズ
- エナメル
- 宝飾（アート・ジュエリー）
- 花瓶
- ランプ

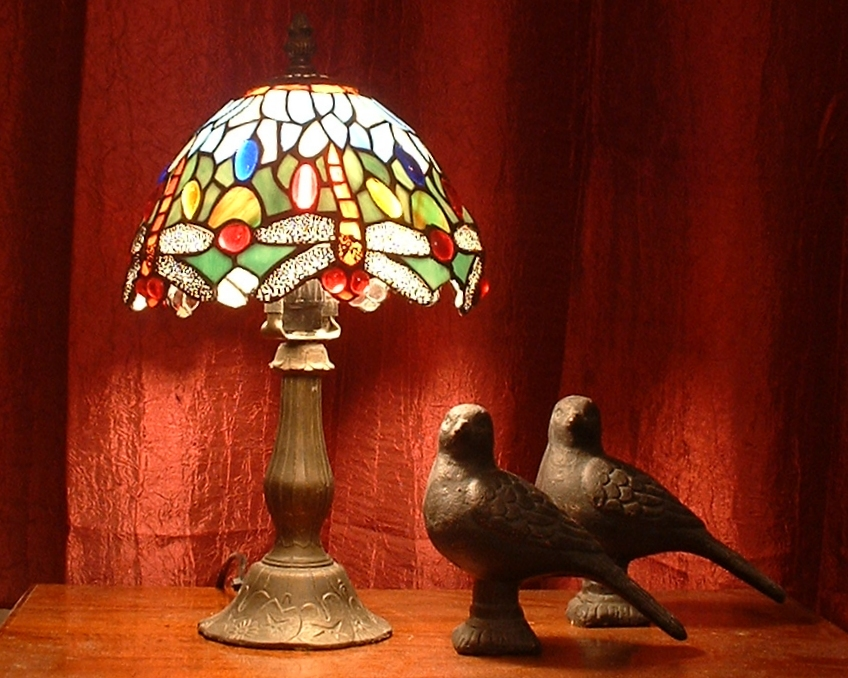
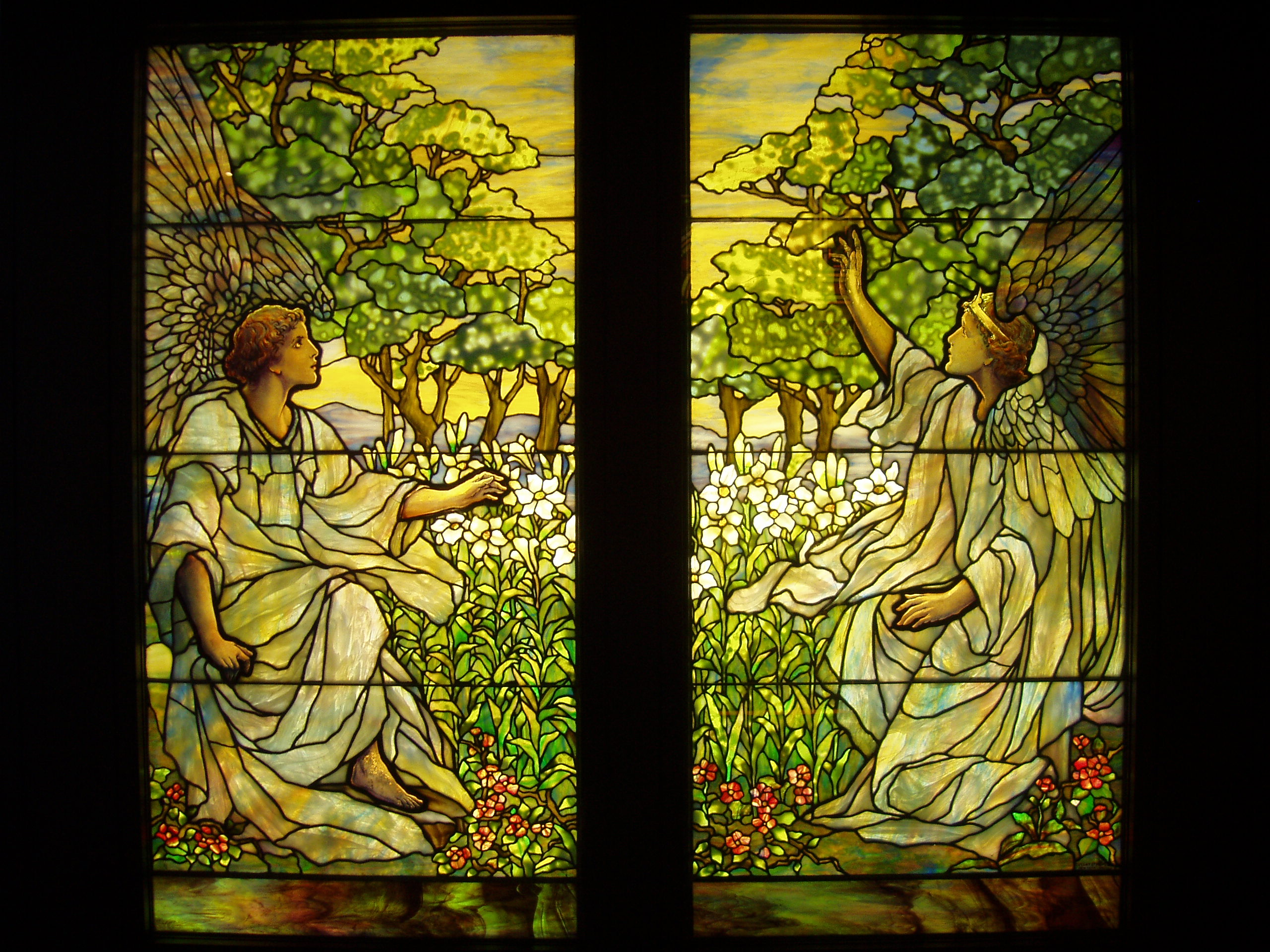
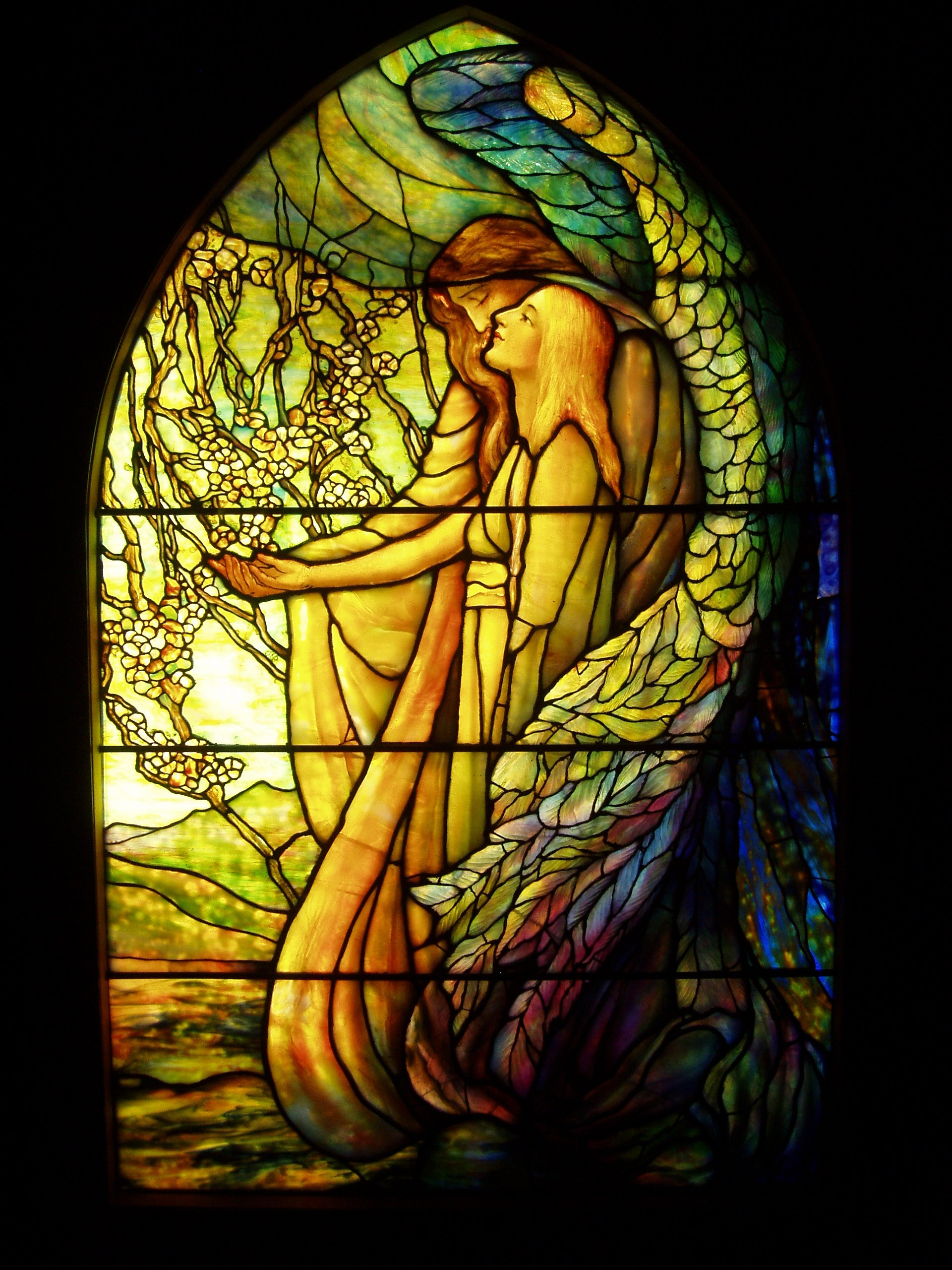
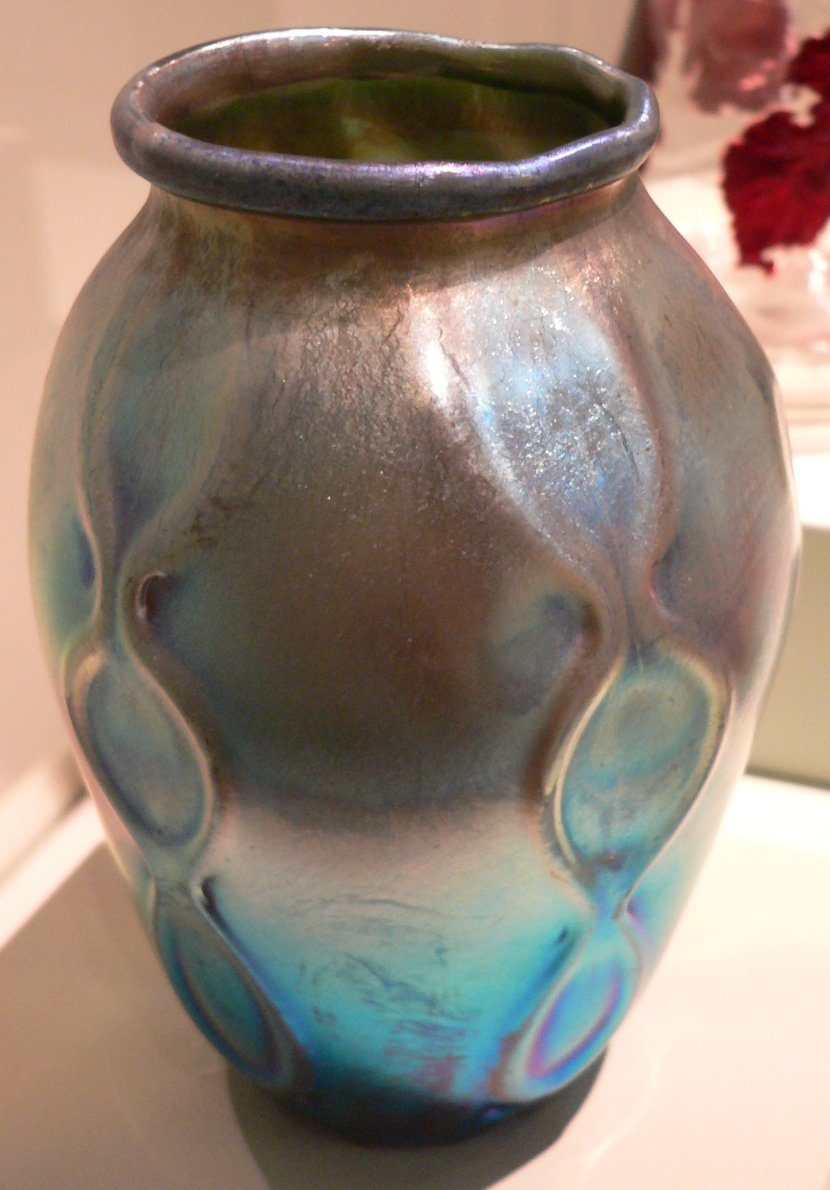
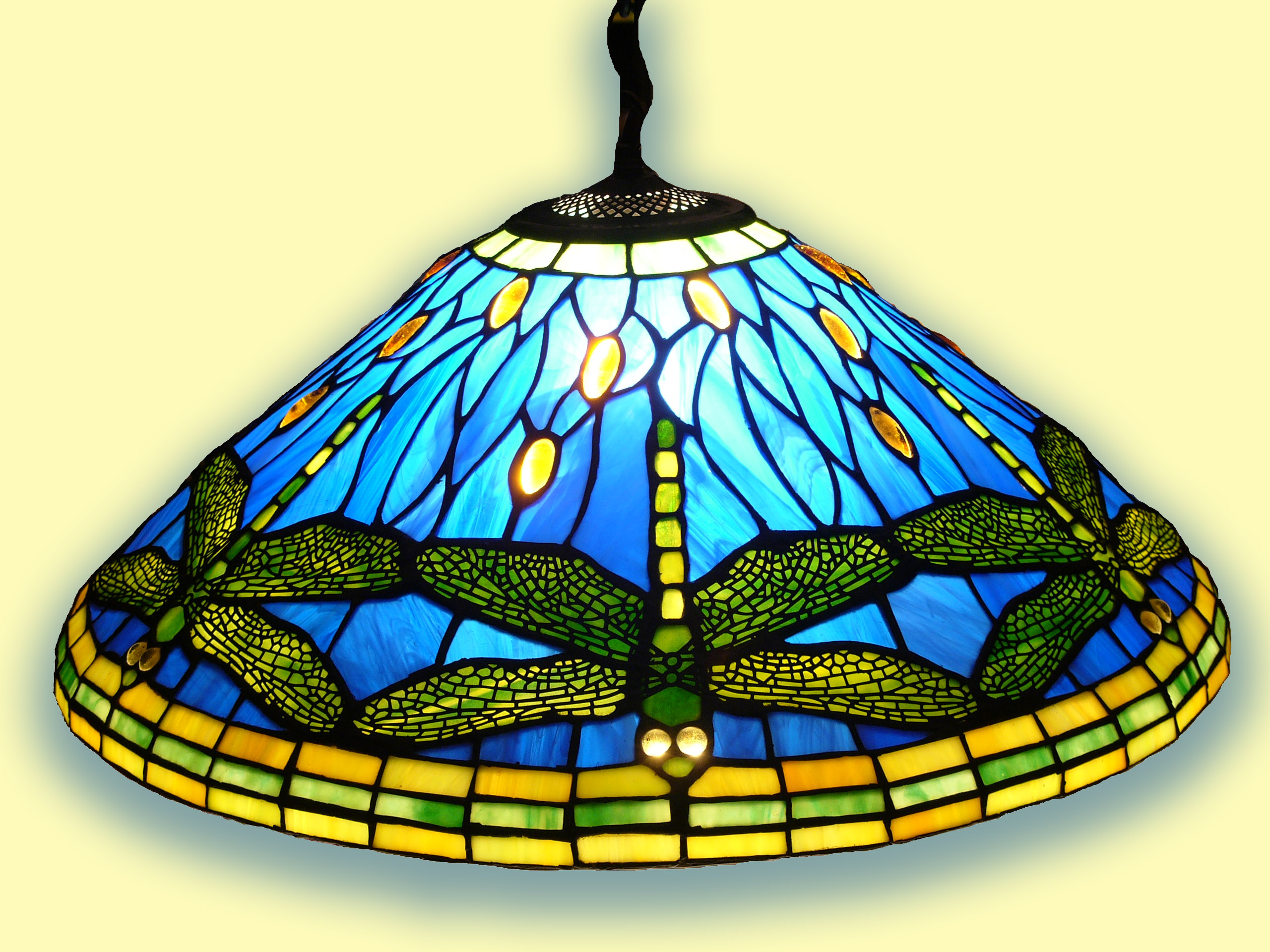
Dragonfly
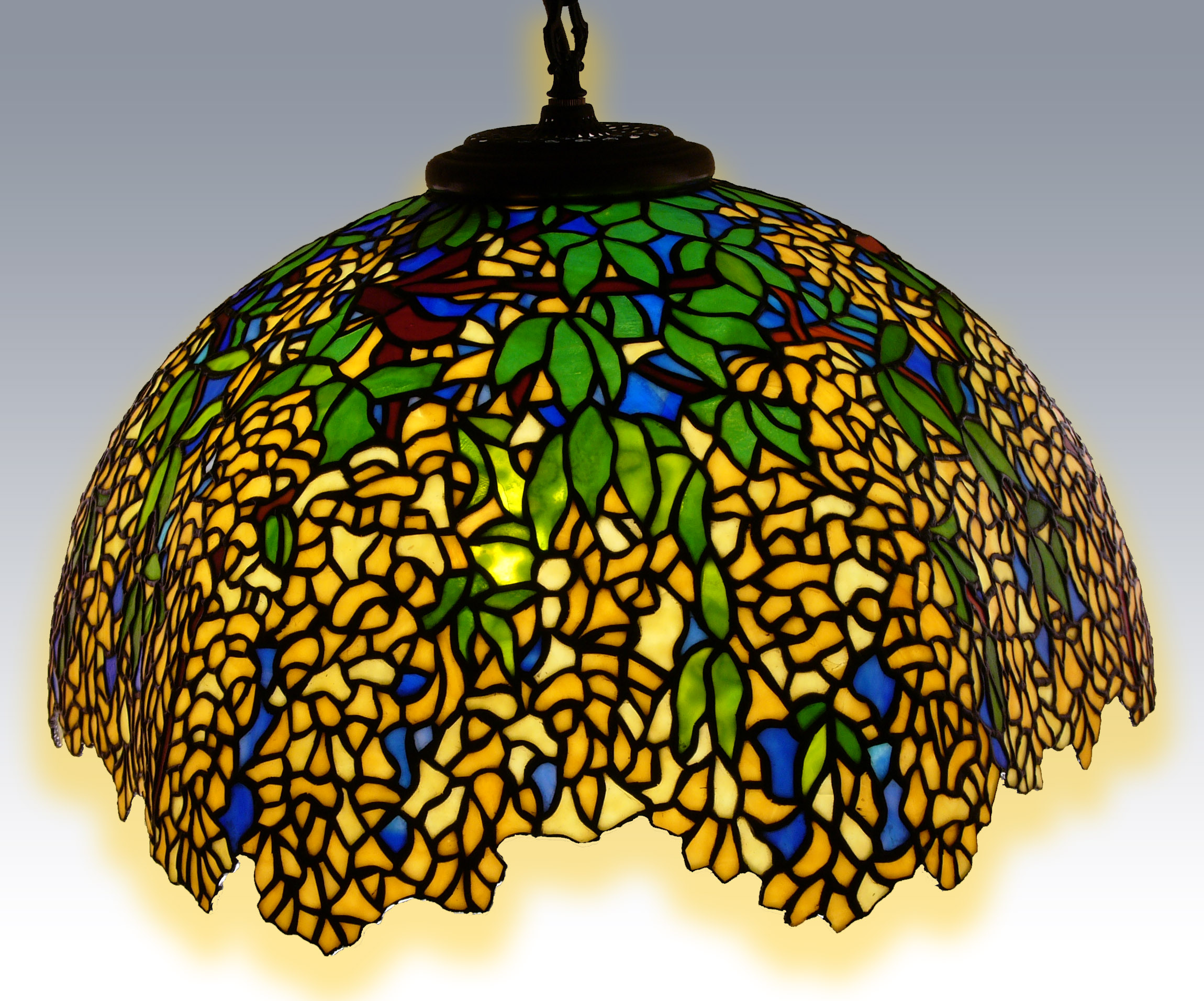
Laburnum
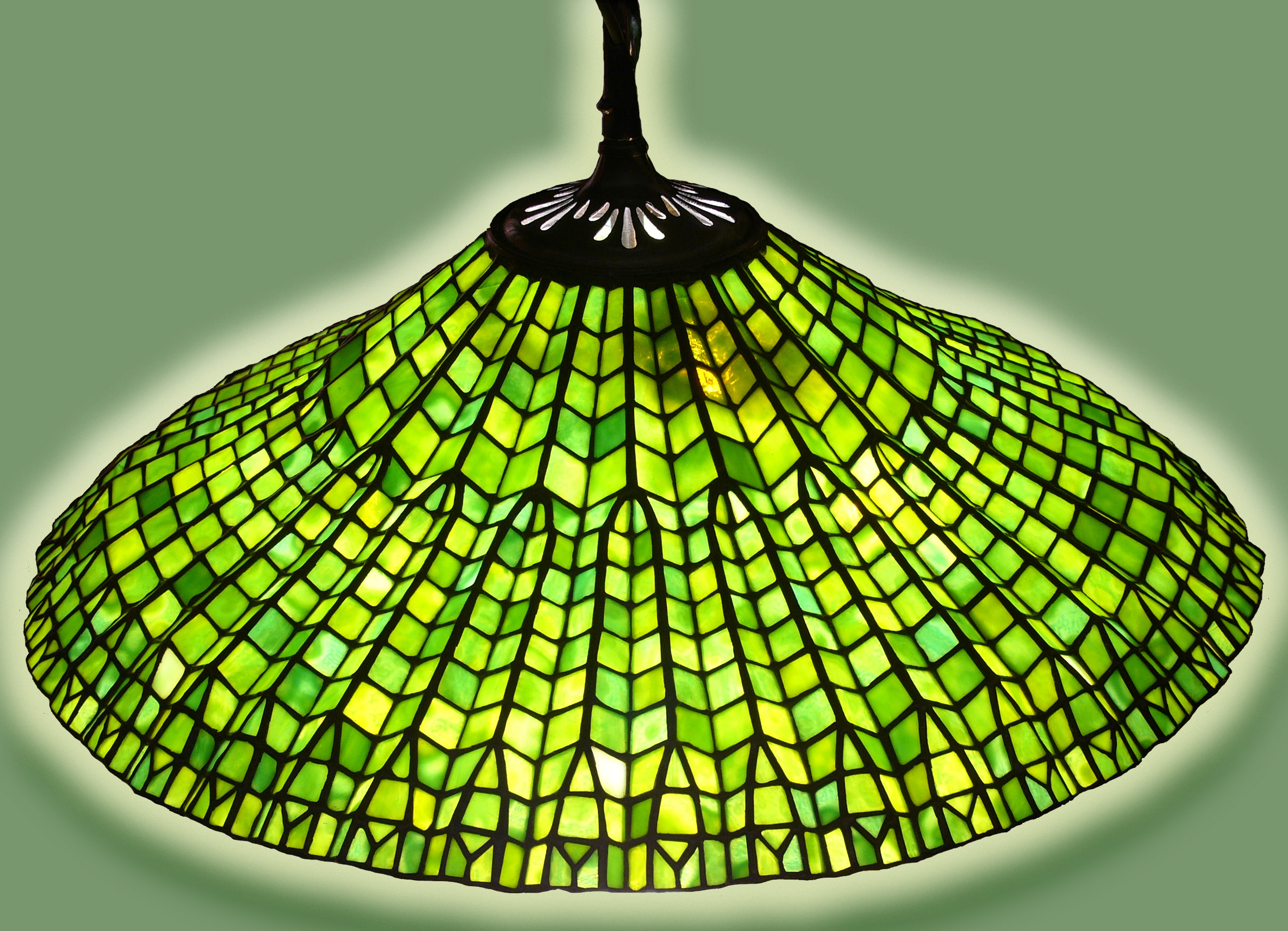
Lotus leaf